# Hôtel de los Archivos departamentales de la Gironda
La Hôtel de los Archivos departamentales de la Gironda (en francés, Hôtel des Archives Départementales de la Gironde) es un edificio perteneciente al Consejo Departamental de la Gironda, ubicado en Burdeos, Francia. Ha sido incluido en el inventario suplementario de monumentos históricos desde 1998.

## Historia

### Contexto histórico
Hacia finales del XVIII, la base documental de los Archivos Departamentales, que entonces no estaba unificado en un solo lugar, comenzó a crecer considerablemente. Los documentos conservados por los archivos se componen principalmente de archivos departamentales y fondos de prefectura y, por lo tanto, se refieren principalmente a la vida administrativa de estas dos instituciones. Este fondo tendría que moverse varias veces antes de 1819, cuando se instaló en lo que hoy es la plaza del mercado de Chartrons. Aunque es demasiado pequeño para la masa de documentos, este edificio es mejor que el ático de la prefectura donde se guardaban. Está, por otro lado, en ruinas y expuesto a los peligros de un depósito de alcohol cercano. Se propusieron obras de restauración en 1841 tras un inventario que se consideró insuficiente, pero finalmente el Consejo General, a propuesta del Ministerio de Instrucción Pública, consideró la construcción de un nuevo edificio para el archivo en 1857. El proyecto es designado de utilidad pública por un decreto imperial del 22 de diciembre de 1860, durante el Segundo Imperio.

### Construcción

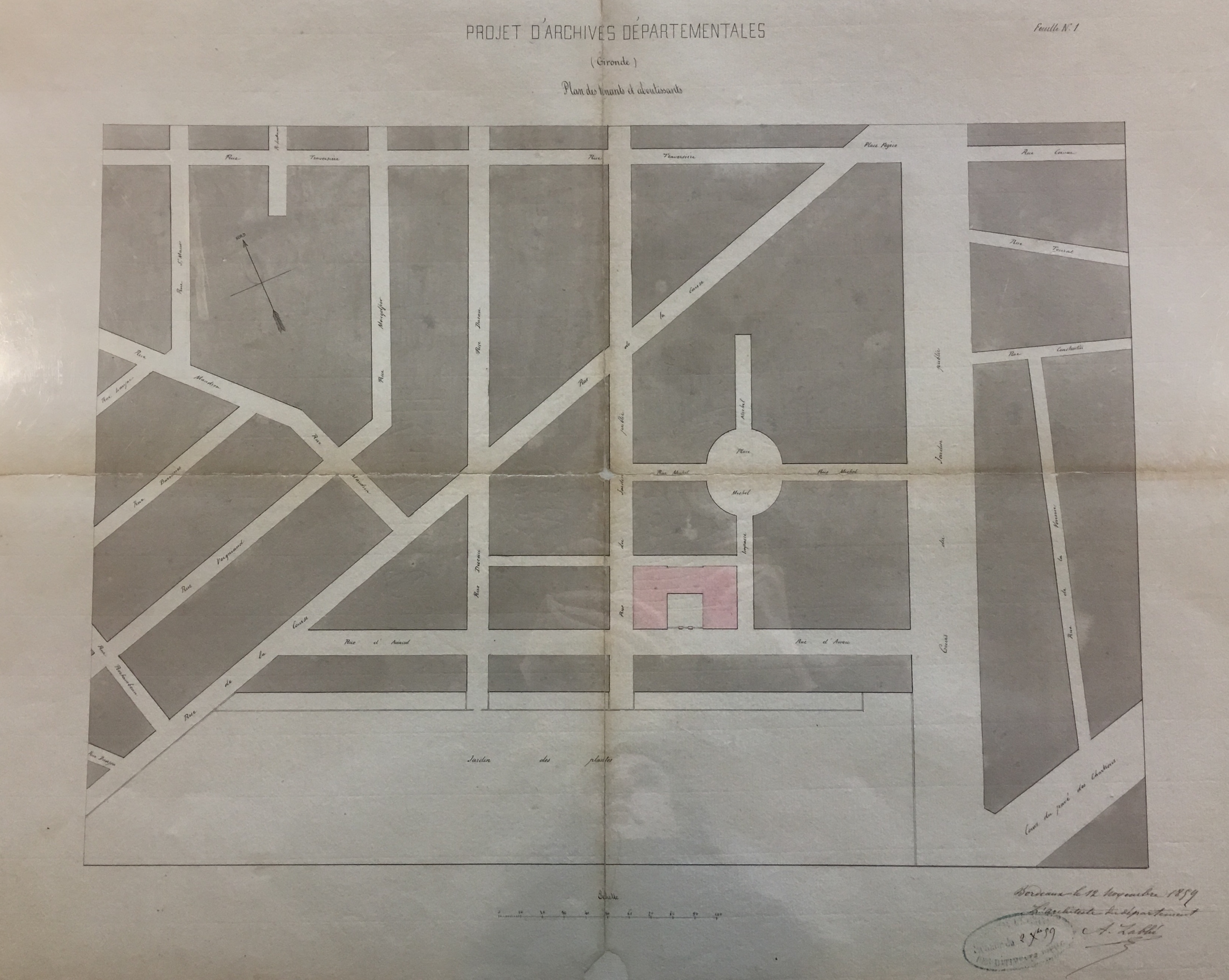
Plano del proyecto de construcción de Pierre-August Labbé del 12 de noviembre de 1859

Pierre-Auguste Labbé (1823 - 1881) conocido por su trabajo en la capilla del Grand séminaire y el hôtel des Sourdes-Muettes de la rue Castéja, es el arquitecto departamental durante este periodo. Sus planos fueron validados en 1860 por el Consejo General de Edificaciones civiles y durante el comité convocado por el prefecto del departamento, después de una investigación que duró 20 días, desde el 6 de agosto de 1860 hasta el 26 de agosto de 1860. El 11 de mayo de 1862 se coloca la primera piedra sobre el solar ocupado por el antiguo picadero municipal. La tierra, expropiada por la ciudad de Burdeos al Sr. Minvielle y el Sr. Machemin, tenía 49 metros de largo por 59 metros de ancho. 
Seguramente la ubicación final se eligió por razones económicas, ya que hubiera sido preferible instalar los archivos en uno de los edificios de la esquina de la rue d'Aviau y Cours de Verdun para aprovechar una mejor visibilidad.

### Arquitectura

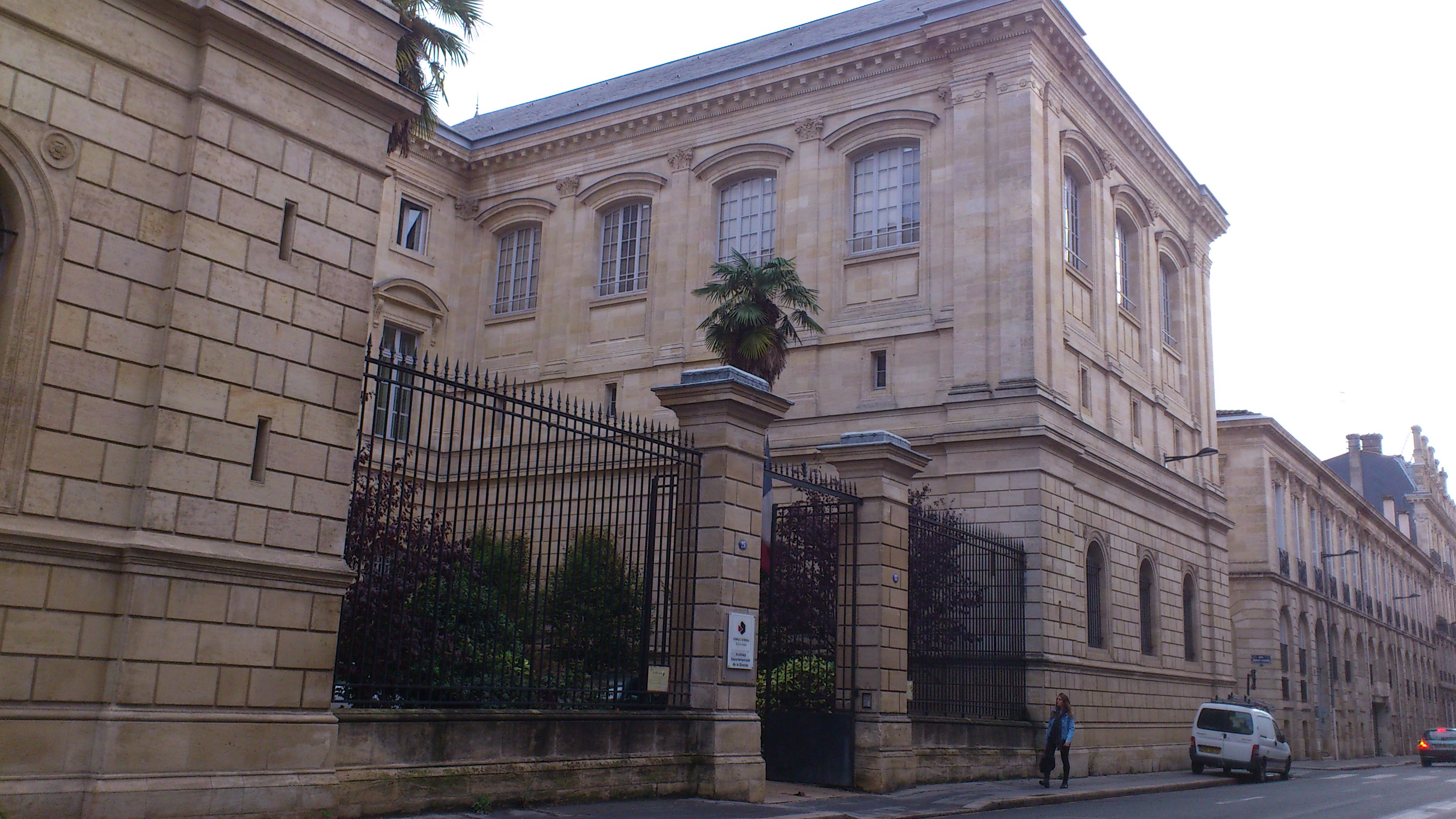
Hotel de Archivos Departamentales de Gironda 2012-10-08 13-40-32

El arquitecto de este edificio del archivo departamental quiso "dotar a las riquezas artísticas y científicas de todo tipo de una hospitalidad digna de ellas", y para ello proyectó un edificio de aspecto exterior e interior majestuoso destinado a impresionar al visitante comenzando por la fachada del edificio, muy simétrica, 17 metros de altura. Es majestuoso y deja entrever la distribución interior, construida en tres niveles. El primer nivel está formado por piedras labradas adornadas con falsos vanos en arco. La puerta de entrada también está empotrada en un arco de medio punto, lo que permite romper la rigidez de la fachada. Las colosales pilastras corintias unen el segundo y tercer nivel. En el segundo nivel, las ventanas están decoradas con frontones semicirculares, creando continuidad con el primer nivel. Las ventanas del tercer nivel son muy sencillas, imitando así las fachadas de estilo clásico.
Esta fachada se explica por la función del edificio, pero también por su finalidad: forma parte del estilo arquitectónico del siglo  XVIII de la rue d'Aviau.
El vestíbulo de entrada está adornado con columnas dóricas y una gran escalera de piedra para llegar al primer piso.
El edificio en forma de U consta de un edificio principal rodeado por dos alas, alrededor de un patio cuadrado cerrado por una puerta que da a la calle. Las dos alas que contienen los almacenes de archivo están construidas sobre el mismo plano. : consisten en una gran sala abovedada de piedra en la planta baja, y en el primer piso de una sala iluminada por grandes ventanales. Esta sala comprende la altura del primer y segundo piso del edificio central, separados por un balcón que facilita la investigación. Es posible que haya notado que el barrio era conocido por su humedad y que se temía que atacara los papeles conservados. En esto, la comisión que validó el proyecto de construcción hubiera preferido que la planta baja, que iba a ser pavimentada, fuera más bien entablada para evitar la retención de humedad. Pero finalmente, el arquitecto respondió a esta inquietud perforando el edificio con grandes ventanales para ventilar las habitaciones.

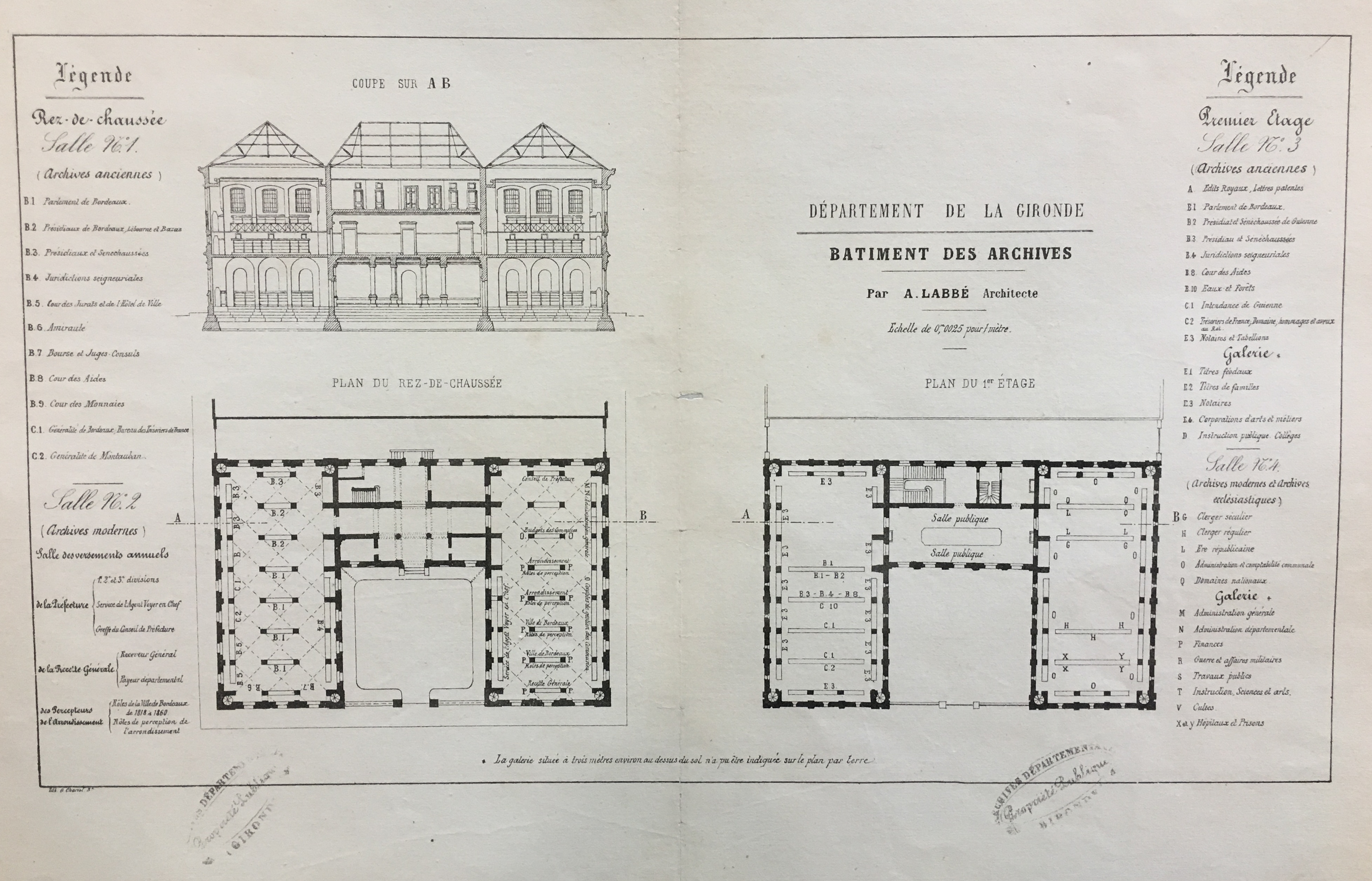
Plano del proyecto de construcción de Pierre-August Labbé : planta baja, 1859-60

El cuerpo central del edificio comprende en la planta baja un gran vestíbulo con el alojamiento para el conserje, una biblioteca así como una sala para el archivo y recepción de nuevos papeles. La escalera principal conducía a una gran sala de lectura donde el público podía consultar los documentos y el despacho del archivero. En esta planta también se encuentran dos salas para el conteo y clasificación. El segundo piso lo ocupa la vivienda del archivero.
El edificio principal está separado de las dos alas por cuatro puertas de hierro fundido de 800 kilogramos, con el objetivo de aislarlo de las salas de archivo, que deben tener un ambiente controlado. Además, los materiales de construcción se eligieron especialmente evitando que fueran combustibles: piedra, ladrillo, hierro y fundición. La estructura y la cubierta son de metal.

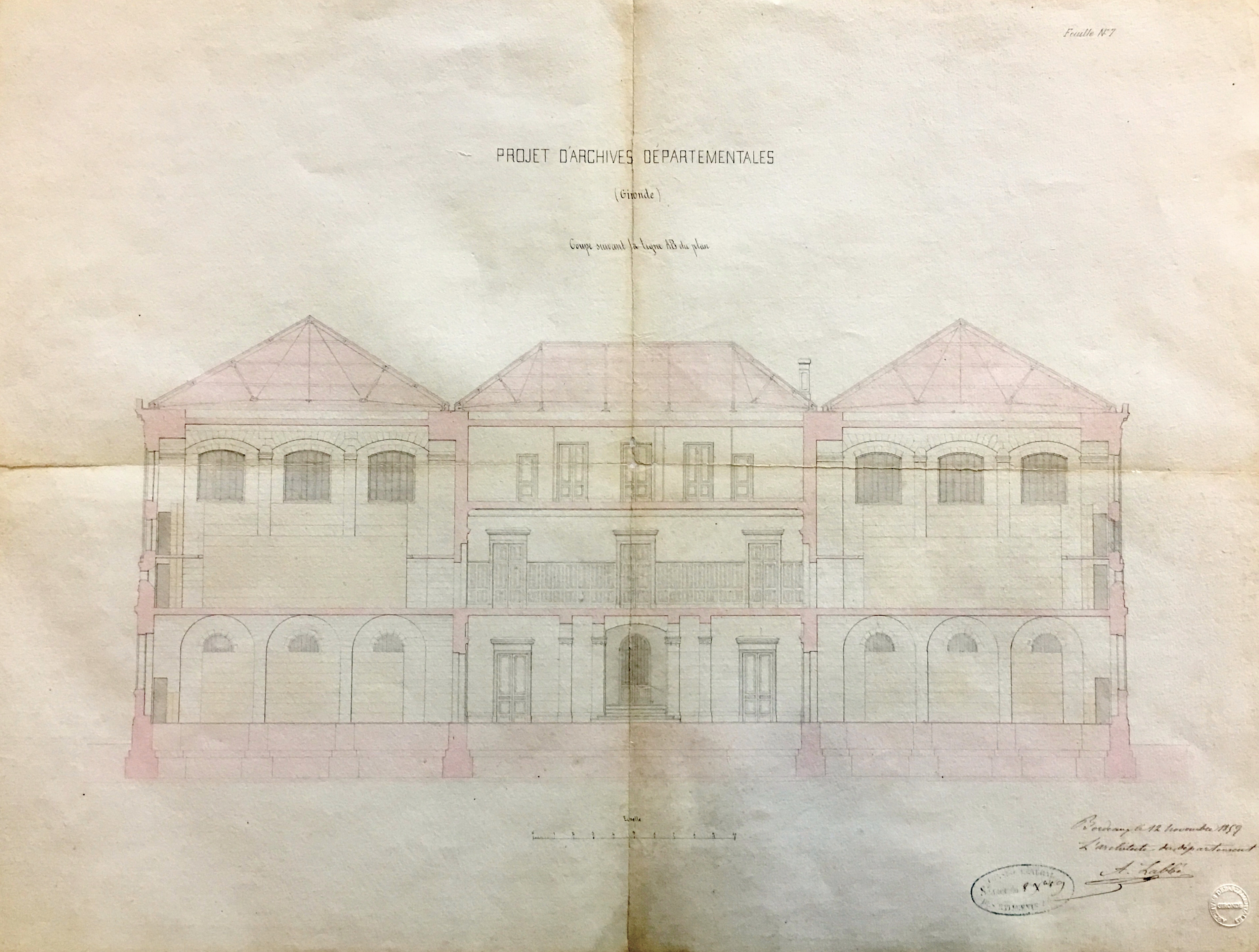
Plano del proyecto de construcción de Pierre-August Labbé del 12 de noviembre

### Saturación y traslado
Cuando se pusieron en servicio en 1866, las salas de esta sede los archivos albergaron todos los documentos y papeles, al tiempo que permitieron una futura expansión de las colecciones.
Sin embargo, con la acumulación de documentos a lo largo del tiempo, se produjo la saturación del espacio de almacenamiento que se hizo más evidente tras finalizar la Segunda Guerra Mundial. Ello empuja a los responsables del archivo a cambiar la distribución interior en 1952 mediante la compra de nuevos estantes metálicos más modernos que le permitieron ganar un nuevo espacio. Además, se crearon nuevos espacios, entre ellos una sala preparada para albergar un taller de microfilmación.
Finalmente, esta sede de los archivos se cerró al público en 2010, tras la apertura del nuevo edificio de los Archivos departamentales de la Gironda ubicados en Cours Balguerie-Stuttenberg desde 2011. La antigua sede todavía se puede visitar hoy en día durante las Jornadas del Patrimonio.

## Galería

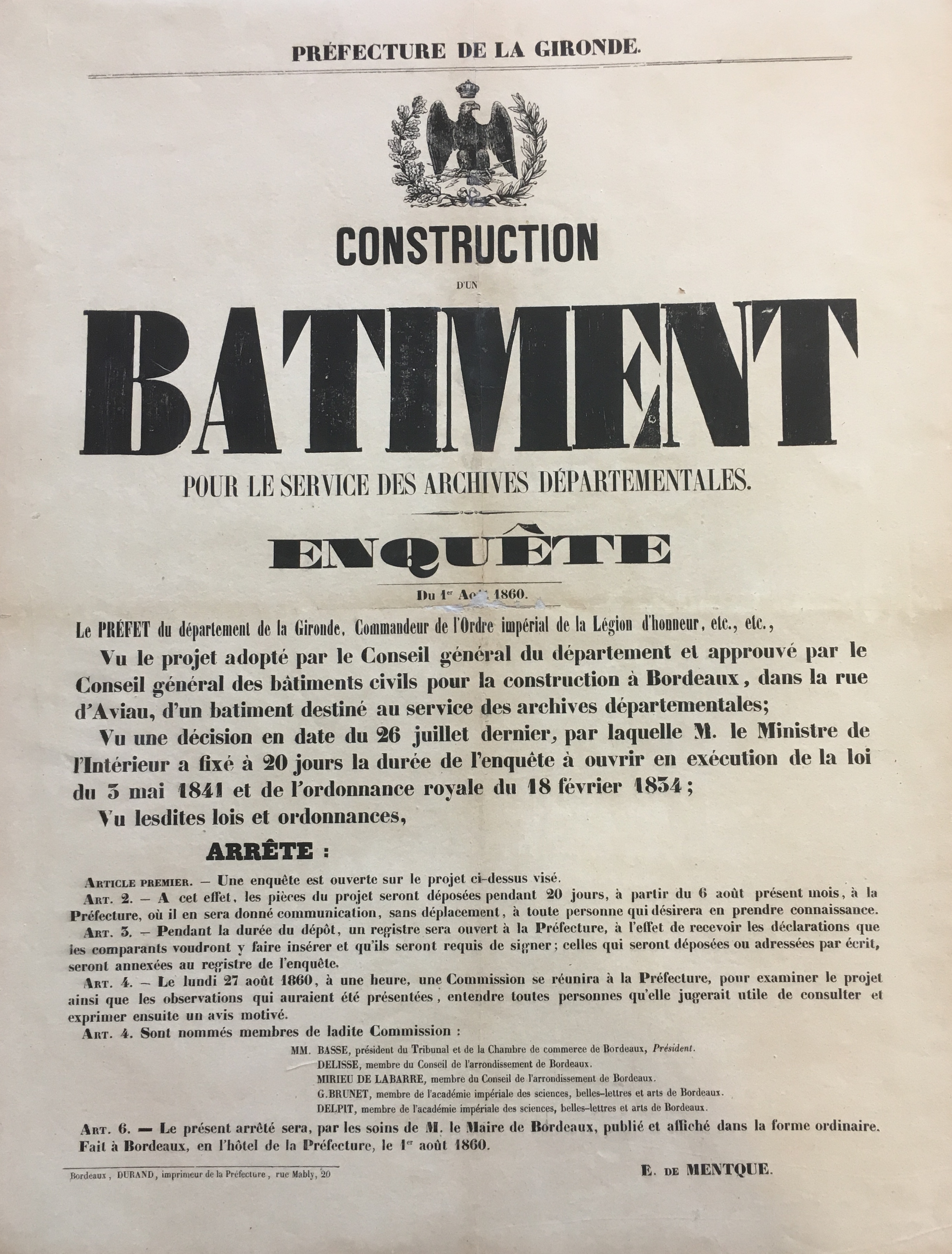
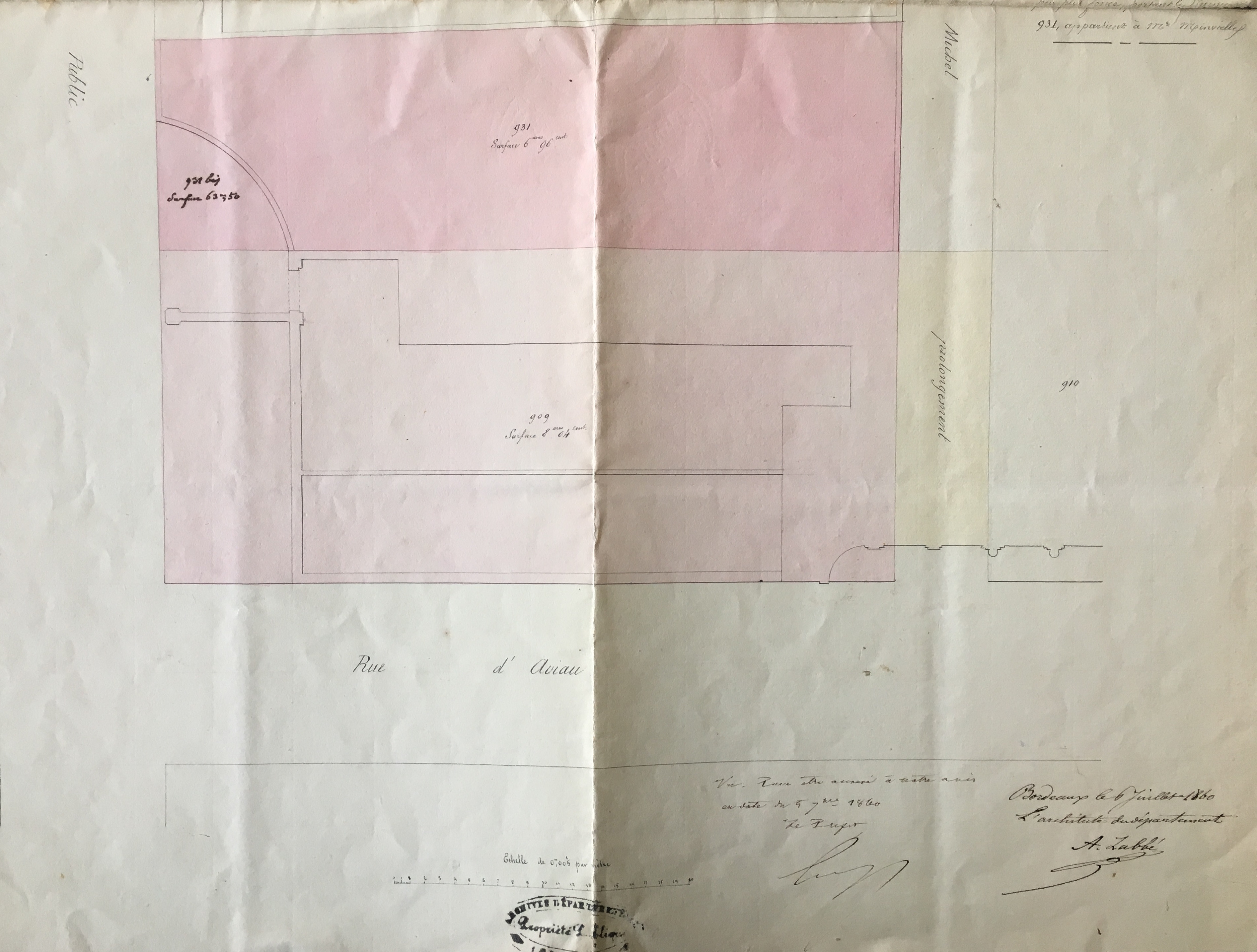
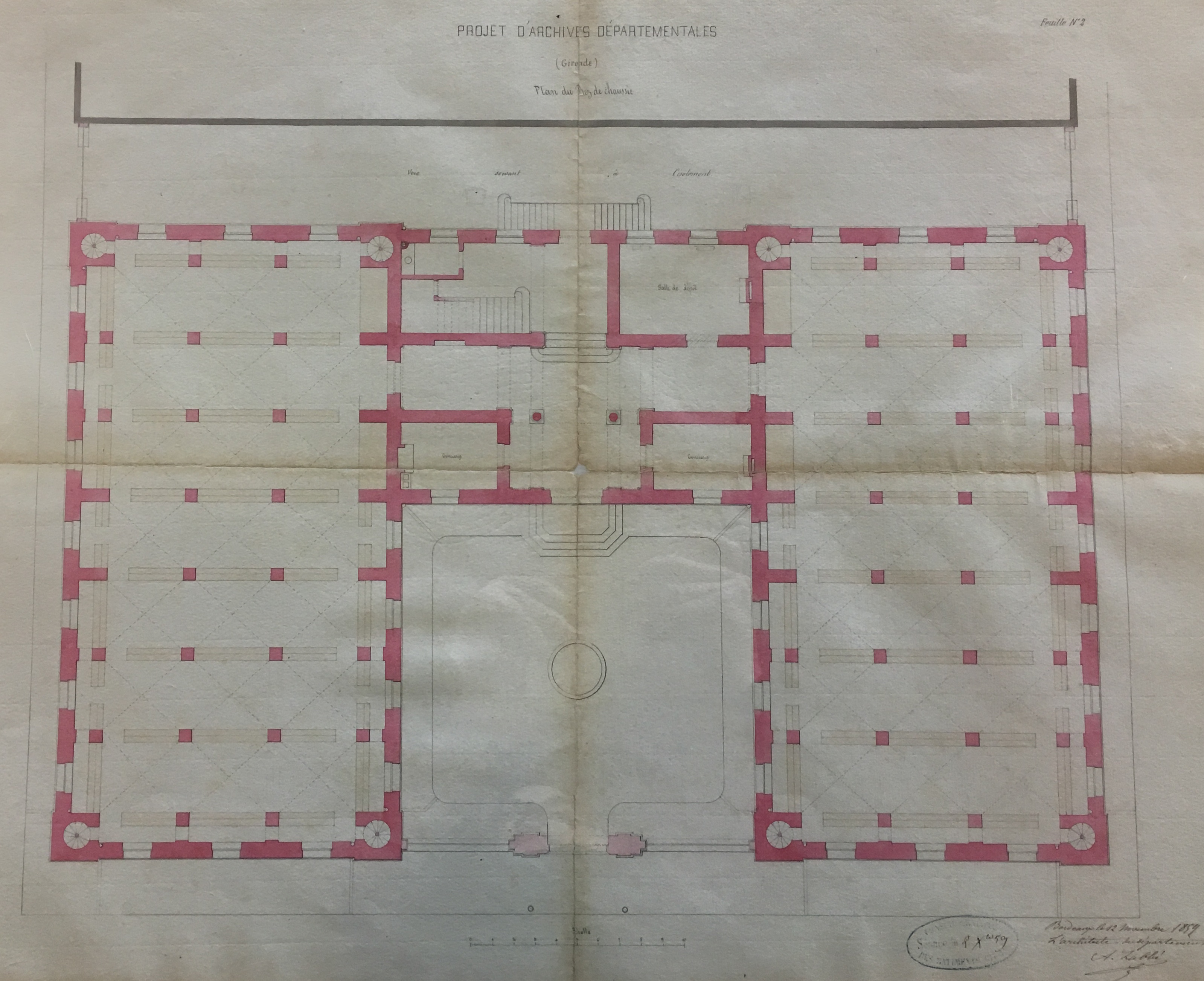
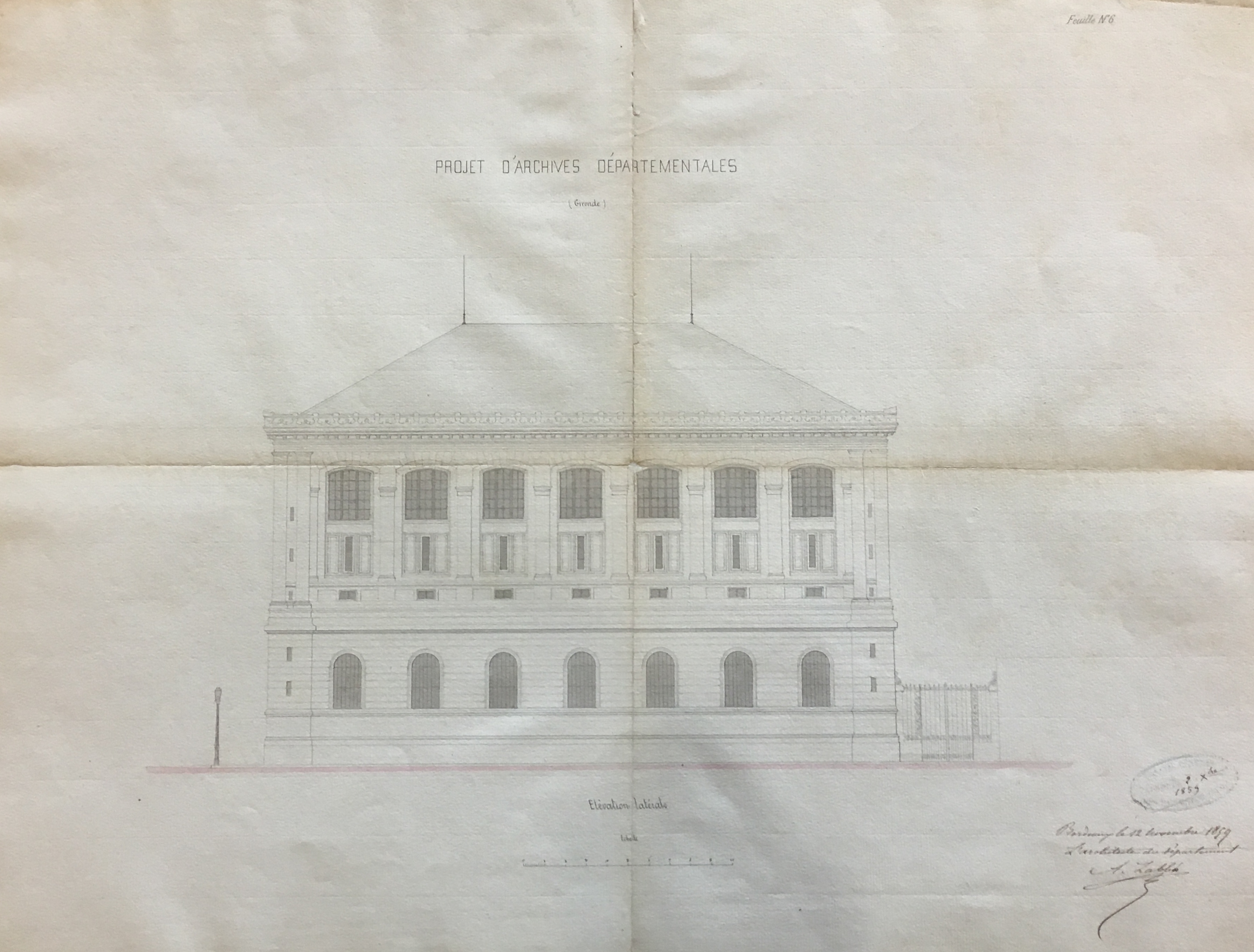
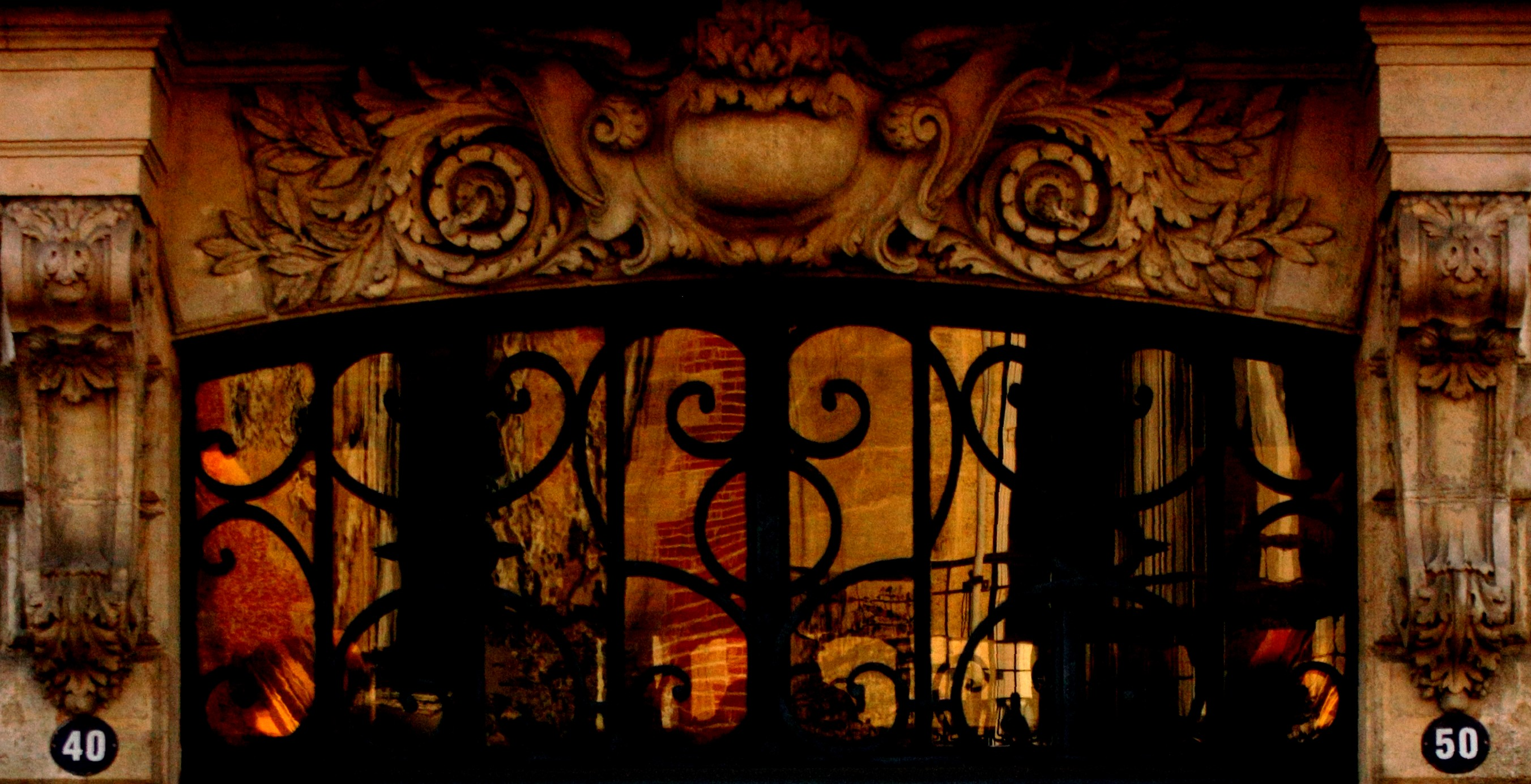
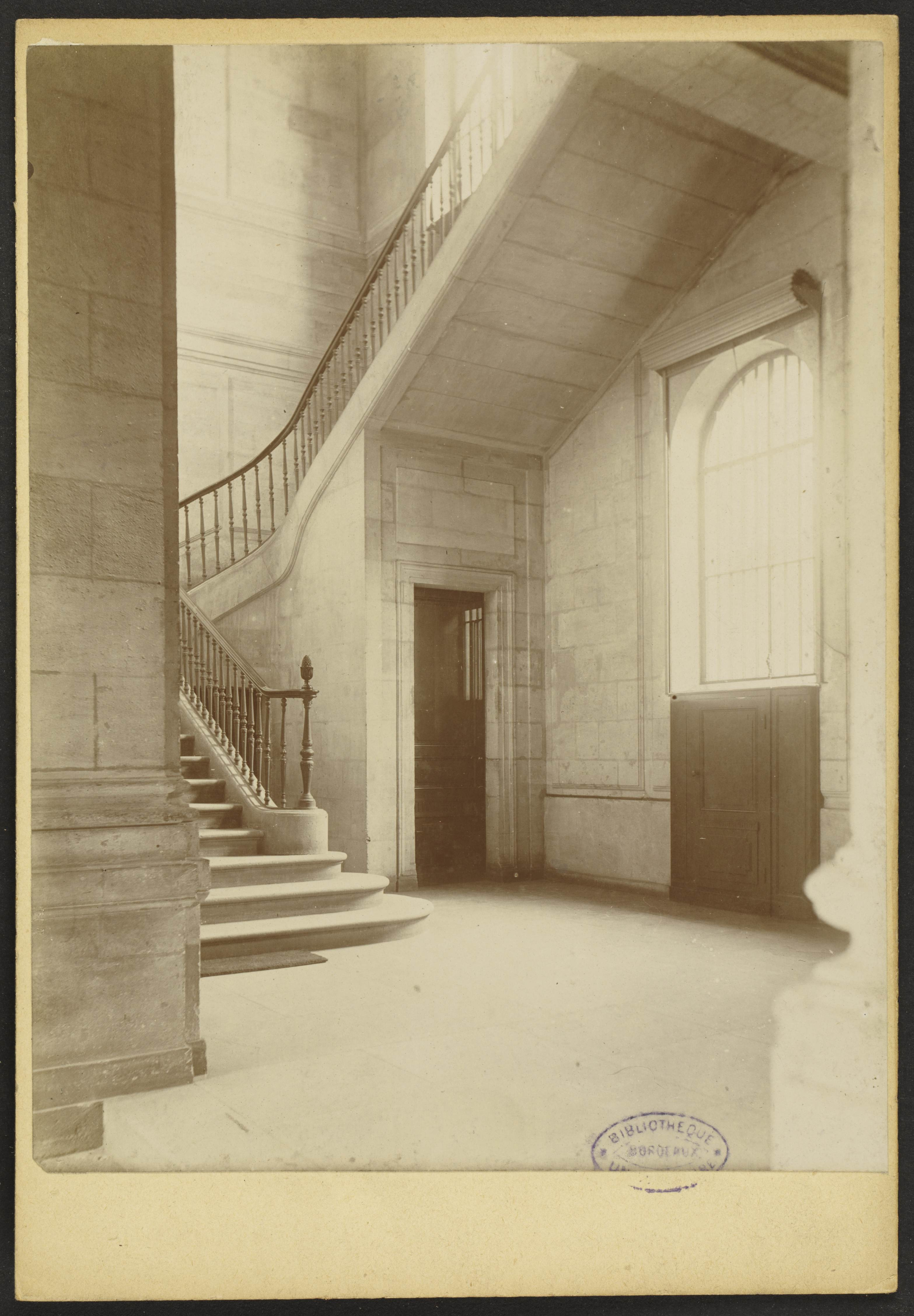
La escalera principal de acceso.
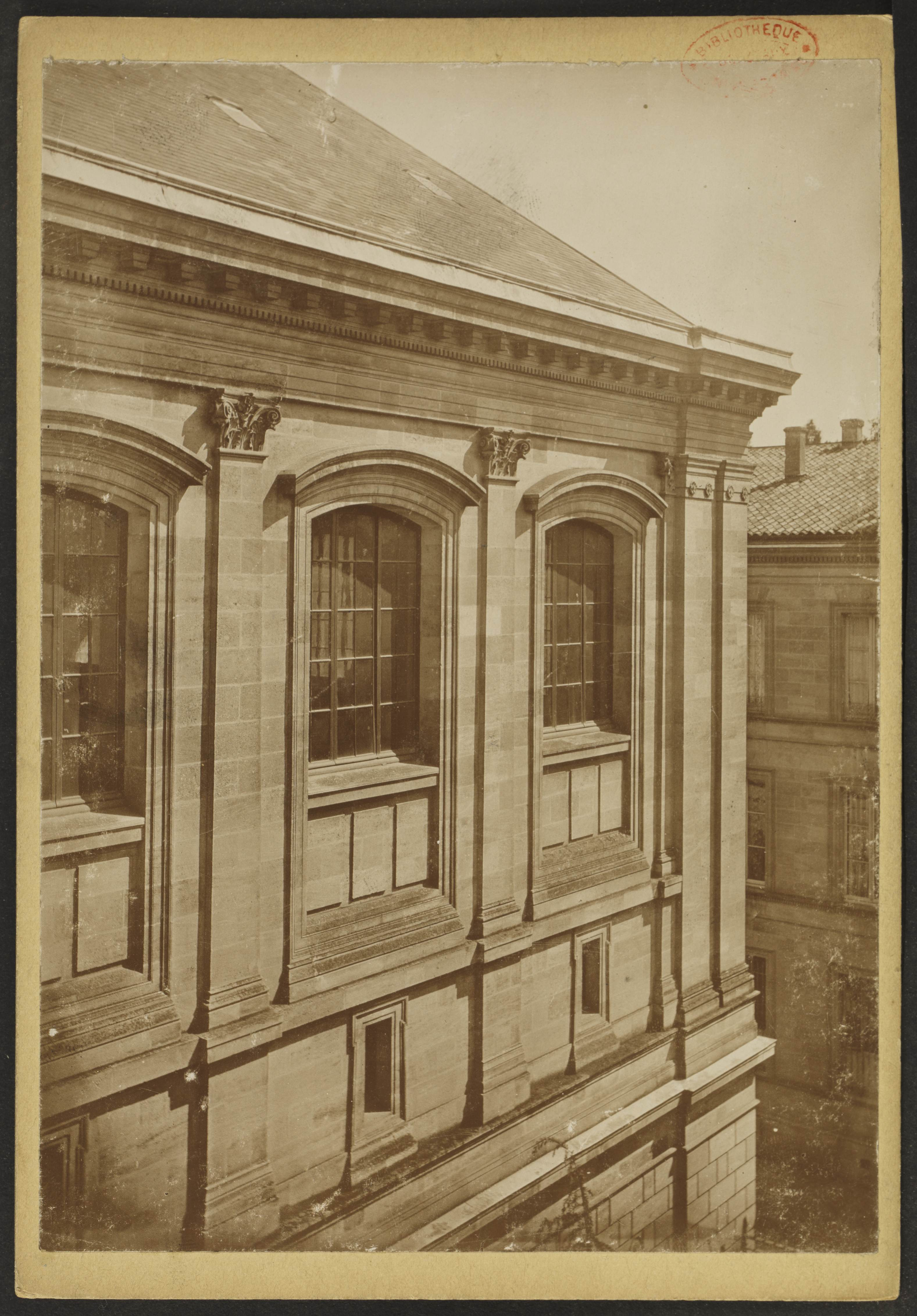
Detalle parcial de la fachada